# Monastère de Gyegu
Le monastère de Gyêgu (tibétain : སྐྱེ་རྒུའི་དོན་འགྲུབ་གླིང, Wylie : skye rgu’i don ‘grub gling, THL : Jyegu Döndrub Ling ; chinois : 结古寺 ; pinyin : jiēgǔ sì) est un monastère du bouddhisme tibétain situé dans l'ancienne province tibétain du Kham au Tibet oriental. C'est un monastère Sakyapa important situé sur une colline sur la ville de Gyêgu dans la préfecture autonome tibétaine de Yushu dans la province du Qinghai.
Il est classé depuis le 22 novembre 1998, dans la liste Sites historiques et culturels majeurs protégés de la province du Qinghai (zh).

## Histoire
Son année de fondation est généralement indiquée comme étant 1398 bien qu'en ce lieu existait des monastères plus anciens liés aux écoles Bön et Kagyüpa. Le monastère de Döndrub Ling a été fondé par le lama Sakyapa Dagchenwa Gyana Sherab Gyaltshen (né en 1376, bdag chen pa rgya nag shes rab rgyal mtshan), qui cherchait а répandre le bouddhisme au nord du Kham en 1458. Au cours du temps, le lama principal du monastère, qui était en même temps chef de la tribu locale Drawu, se développait en une personne politiquement puissante et dirigea des régions nord de Yushu.
Selon d'autres sources, le monastère a été construit par Drogön Chögyal Phagpa (1235-1280), neveu de Sakya Pandita, un lama sakyapa très influent. Le monastère a été détruit durant la révolution culturelle. Parmi les ruines, les moines reconstruisirent un village sakyapa traditionnel, dont les habitations sont striées de bandes de couleur blanche et ocre sur fond bleuté. Selon Eric Teichman, un diplomate britannique, le monastère abritait plus de 500 moines dans les années 1920, il n'y avait en 1991 qu'environ 100 moines,.

## Tremblement de terre de 2010

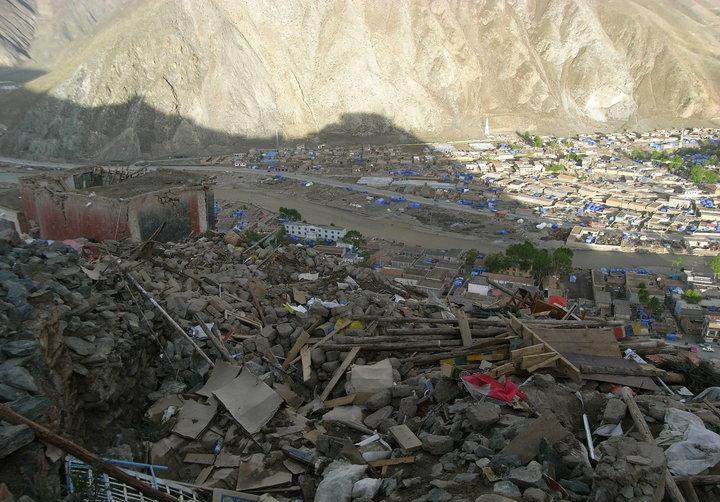
Le monastère après le tremblement de terre, en mai 2010

Le séisme de 2010 de Yushu a touché Gyêgu le 14 avril. Il a été rapporté que Gyêgu est la ville la plus sévèrement touchée, et la plupart des bâtiments seraient démolis.

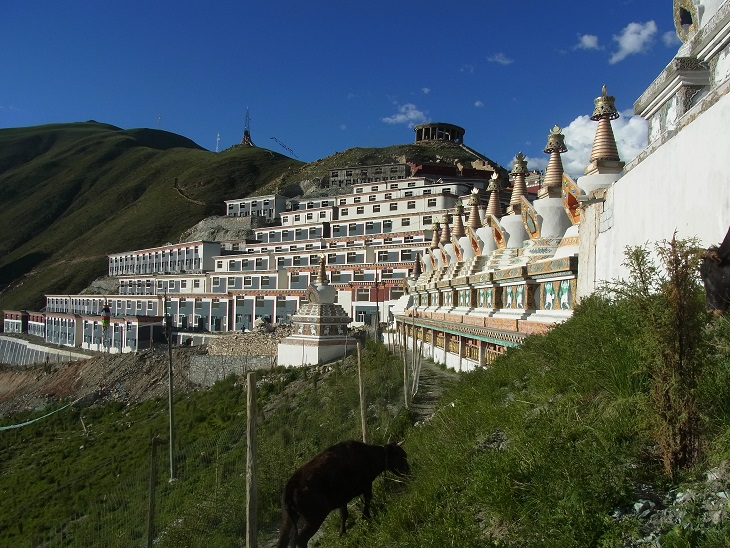
Monastère après sa reconstruction en 2013